# Geistthal-Södingberg
Geistthal-Södingberg é um município da Áustria, situado no distrito de Voitsberg, no estado da Estíria. Tem 52,6 km² de área e sua população em 2019 foi estimada em 1.514 habitantes.